# Pendria rotundata
Pendria rotundata är en fjärilsart som beskrevs av Swinhoe 1906. Pendria rotundata ingår i släktet Pendria och familjen tofsspinnare. Inga underarter finns listade i Catalogue of Life.